# Сельскохозяйственная улица (Москва)
Сельскохозя́йственная у́лица — улица в Останкинском районе, районах Ростокино и Отрадное Северо-Восточного административного округа города Москвы. Проходит от проспекта Мира до улицы Декабристов, заканчиваясь тупиком.

## Название
Улица названа в 1955 году по Всесоюзной сельскохозяйственной выставке (ныне ВДНХ), так как вблизи улицы располагался Главный (ныне Северный) вход на территорию комплекса, где архитектурный ансамбль павильонов разных советских республик сочетался с сельскохозяйственными, садоводческими и охотничьими экспозициями. Первоначально называлась улицей Текстильщиков — по расположенным в этом районе текстильным фабрикам.

## Описание
Сельскохозяйственная улица проходит на северо-запад, начинаясь от проспекта Мира у Ростокинских мостов через реку Яуза. С нечётной стороны к улице примыкают соединяющие её с улицей Сергея Эйзенштейна 1-й и 2-й Сельскохозяйственные проезды, с чётной — безымянный проезд и проектируемый проезд № 3705. Затем улица пересекает улицу Вильгельма Пика и проходит вдоль ВДНХ, где к дороге примыкают проезды первой, и Главного ботанического сада. Здесь же под проезжей частью проходит река Каменка в трубе и река Лихоборка по Старосвибловскому мосту. В месте прохождения Московской окружной железной дороги и Северо-Восточной хорды (Московского скоростного диаметра) к улице примыкают проезд Серебрякова по чётной стороне и Берёзовая аллея по нечётной стороне. Недалеко от конца улицы слева к ней примыкает улица Декабристов, справа — проектируемый проезд № 4224.

## Учреждения и организации
По нечётной стороне:
- № 9/2 — трамвайное депо имени Баумана, электродепо «Ростокино» Московского монорельса;
- № 11, корпус 4 — налоговая инспекция № 17 СВАО;
- № 13 — детский сад № 2170 «Светлячок» (с ясельными группами);
- № 13, корпус 2 — Библиотечный комплекс Бабушкино № 95 СВАО; Центр психологической диагностики ГУВД Москвы;
- № 13, корпус 3 — детский сад № 702;
- № 15/1 — гостиница «Байкал»;
- № 17, корп. 1,2,3,4,6,7 — гостиница «Турист»;
- № 17, корп. 5 — гостиница «Бизнес-Турист»; Русская школа управления;
- № 19 — Жилой дом;
- № 19, корпус 2 — журналы «Связьинвест», «Фотодело», «Мир связи», издательство «Connect!»;
- № 19, корпус 4 — автохозяйство № 2 Управления материально-технического и хозяйственного обеспечения ГУВД Московской Области;
- № 23 — Главное управление МЧС по Москве, СВАО: региональные отделы Госпожнадзора (1-4);
- № 29 — объект культурного наследия «Корпус для ткацких станков — Свибловский трактир» (снесён)
- № 45 — Союзпроммонтаж.

По чётной стороне:
- № 4 — Русская выставочная компания «Эксподизайн»; Профторгимпорт;
- № 4, строение 16 — Монтажник, Капитель;
- № 12 — Специальное конструкторско-технологическое бюро по электрохимии с Опытным заводом ФГУП;
- № 12А — НБЦ «Фармбиомед»; ПКФ «Оргсервис»; НПО «Химавтоматика»; Институт повышения квалификации руководящих работников и специалистов химической промышленности;
- № 12Б — Ростокинская камвольно-отделочная фабрика;
- № 14, корпус 2 — ДЕЗ ОДС «Ростокино», СВАО;
- № 16, корп. 1 — Жилой дом (2002—2007, архитекторы А. Бавыкин, М. Марек и др.)[1].
- № 16/2 — кожно-венерологический диспансер № 20 СВАО;
- № 18, корпус 3 — творческий центр «Сфера» (издательство, журнал), журнал «Логопед»;
- № 18, корпус 5 — Ассоциация производителей табачной продукции «Табакпром»;
- № 20, корпус 1 — школа № 306;
- Владение № 20, корпус 3 — Специализированная детско-юношеская спортивно-стрелковая школа;
- № 24 — Клуб текстильщиков (1927—1928, архитектор Л. А. Веснин)[2], ныне — Культурный центр Ростокинской камвольно-отделочной фабрики им. Луначарского; театр «Постскриптум»;
- Владение № 26, корпус 3 — специализированная детско-юношеская школа олимпийского резерва Буревестник (конькобежный спорт, футбол, фехтование);
- Владение № 26 — учебно-спортивный комплекс Искра-2; специализированная детско-юношеская школа олимпийского резерва Парамоново;
- № 32 — здание конторы правления суконной фабрики И. Г. Кожевникова;
- № 34А — производственно-техническое предприятие «Полимер-8»;
- № 36, строение 8 — корпус для машины Берта суконной фабрики И. Г. Кожевникова
- № 36, строение 8 — НПП Агроселекция.

Суконная фабрика И. Г. Кожевникова
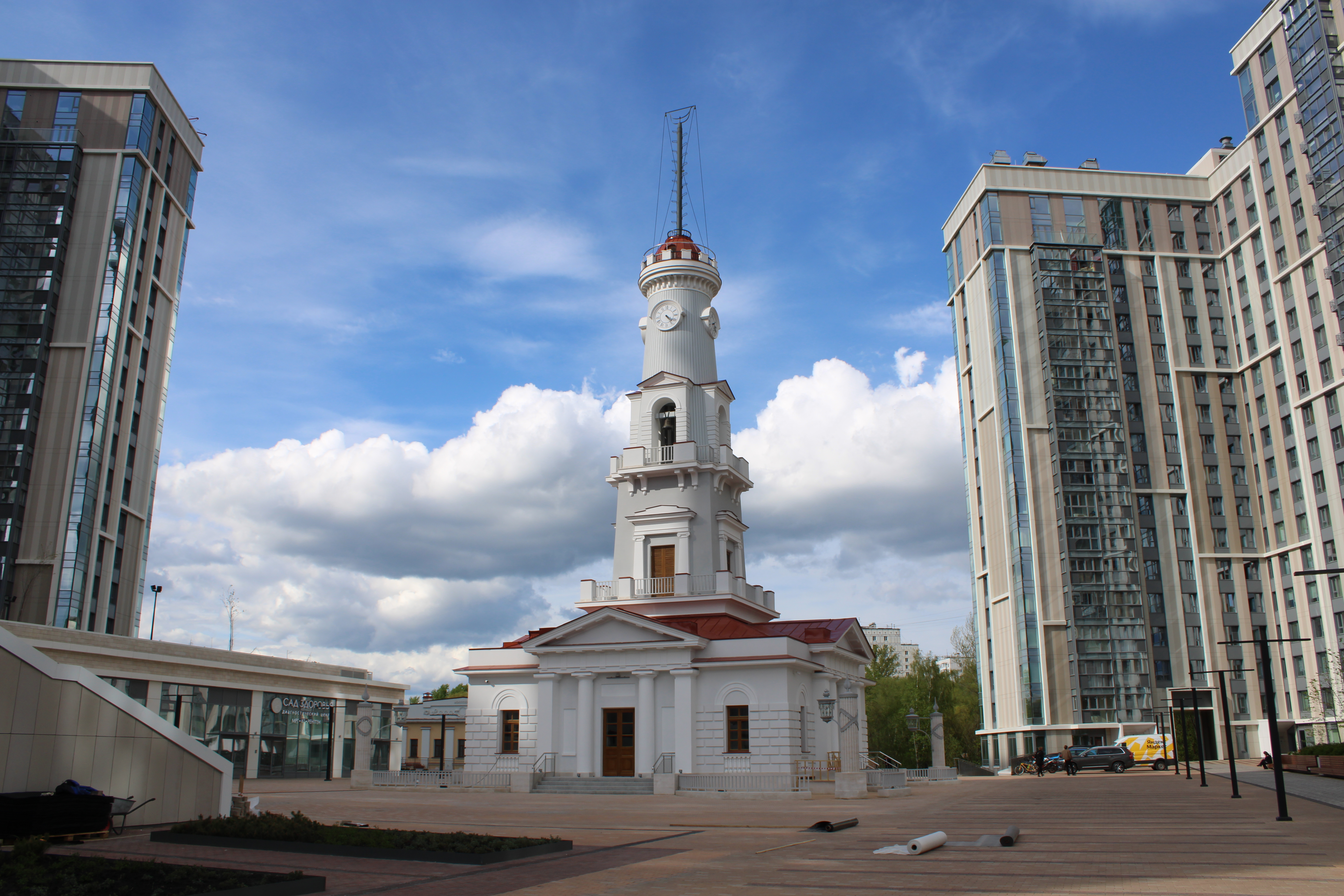
Контора правления
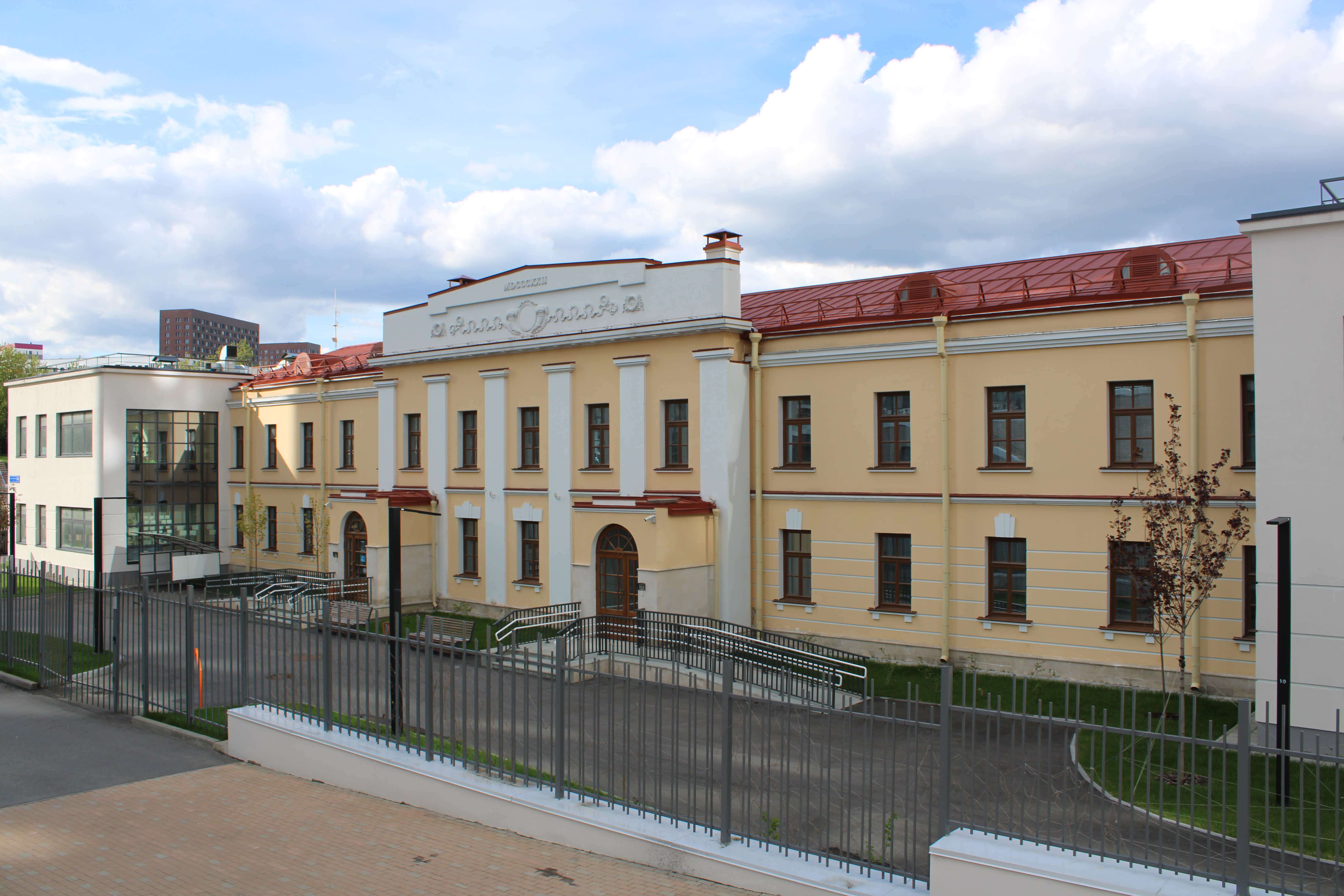
Корпус для машины Берта
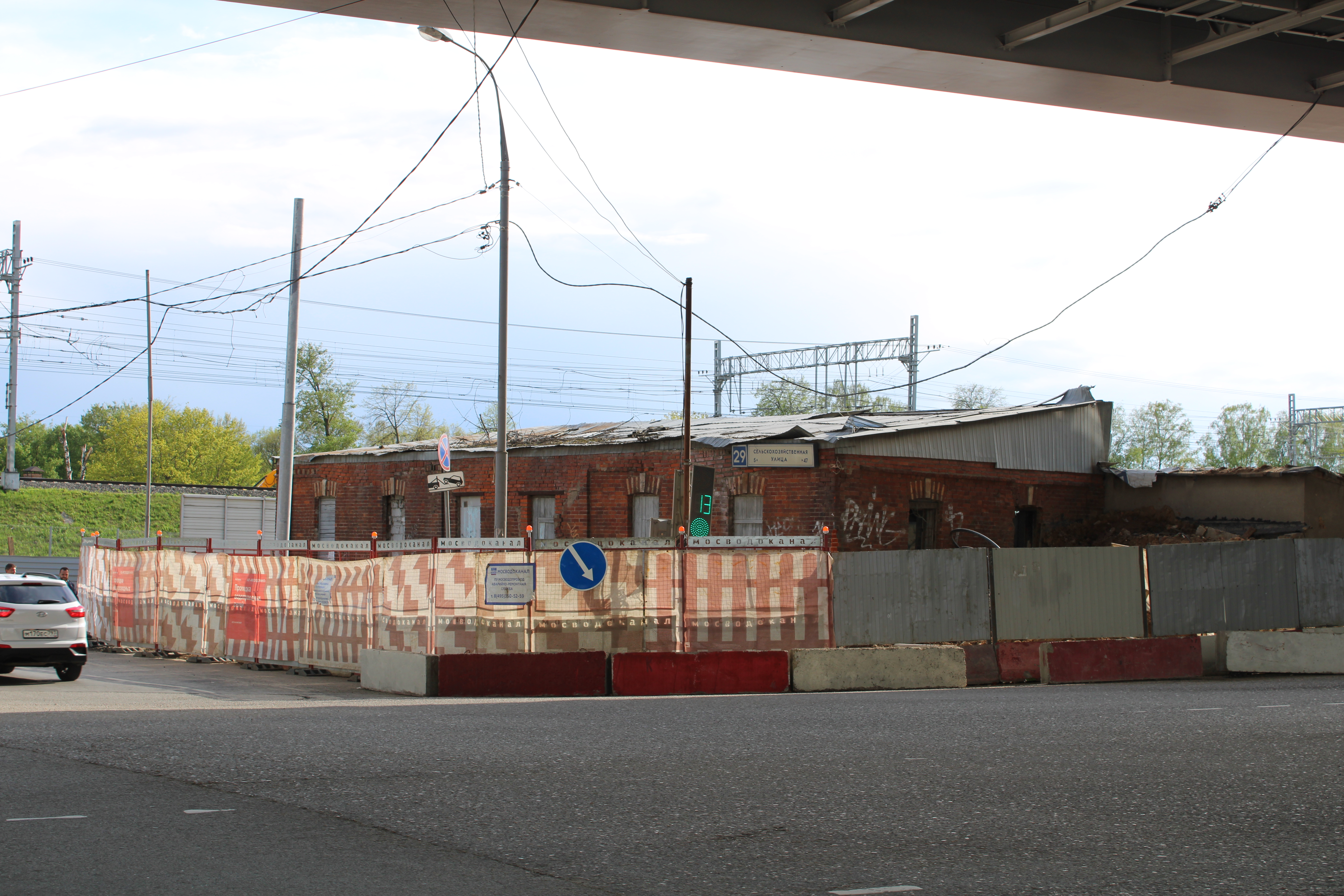
Снесённый корпус для ткацких станков — Свибловский трактир
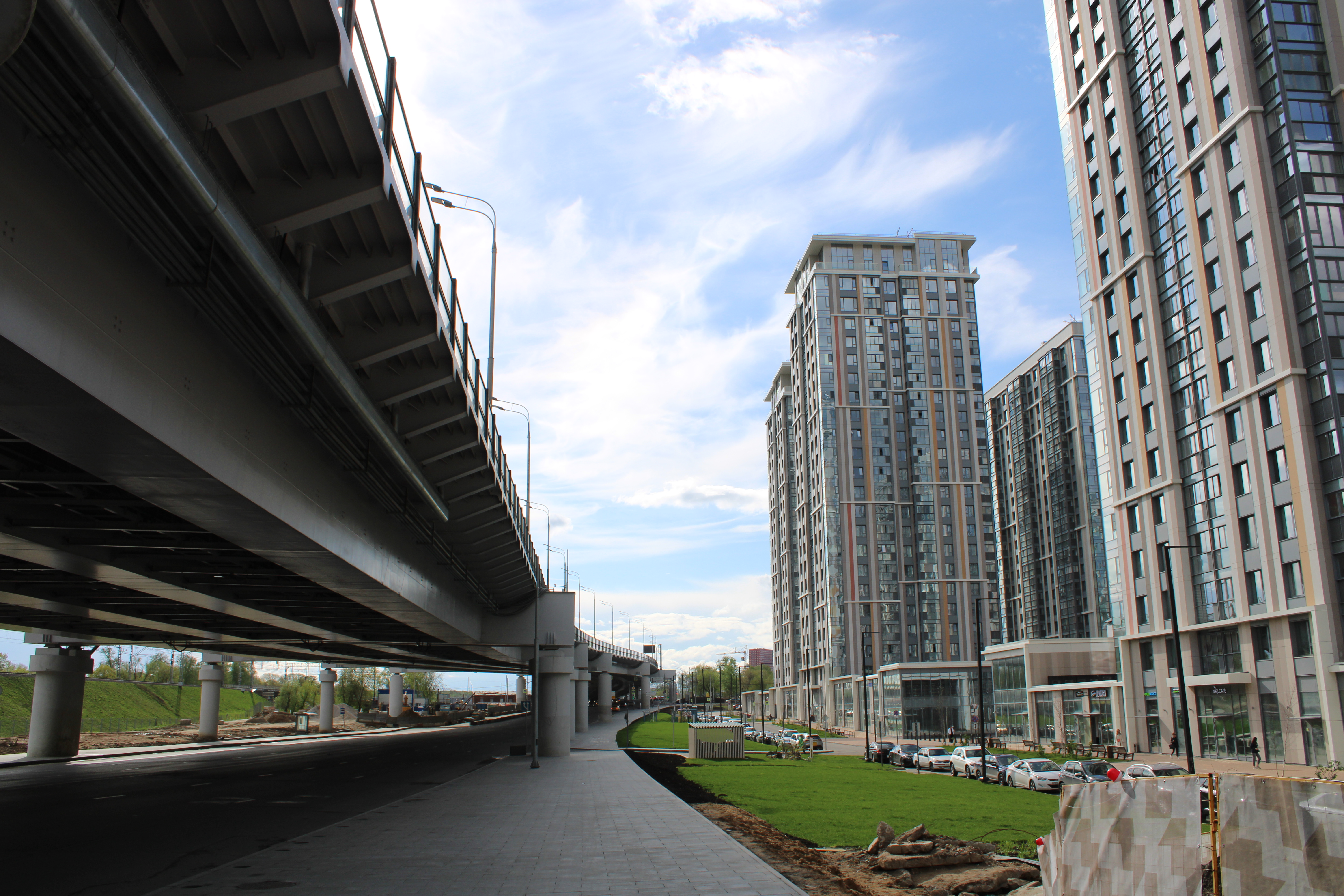
Жилой комплекс «Лайф — Ботанический сад 2» (слева — Северо-Восточная хорда и проезд Серебрякова)

## Общественный транспорт
В начале улицы расположены трамвайные пути с заездом в трамвайное депо имени Баумана. Там же расположено электродепо «Ростокино» Московского монорельса.

### Внеуличный транспорт

#### Станцииметро
- ВДНХ
- Ботанический сад
- Отрадное

#### СтанцииМосковского центрального кольца
- Ботанический сад

### Наземный транспорт

#### Автобусы
- 71:  Ботанический сад — Сельскохозяйственная улица —  Отрадное —  Медведково — Осташковская улица
- 238:  Окружная —  Владыкино — Сельскохозяйственная улица —  Отрадное —  Бабушкинская — Станция Лосиноостровская
- 603: Платформа Яуза —  Ботанический сад — Сельскохозяйственная улица — Юрловский проезд

#### Электробусы
- 33: Рижский вокзал —  Алексеевская —  ВДНХ — Сельскохозяйственная улица —  Владыкино
- н6:  Китай-город —  ВДНХ — Сельскохозяйственная улица —  Ботанический сад —  Медведково — Осташковская улица

## Улица в кинематографе
Здесь снимался ряд эпизодов фильма «Операция «Ы» и другие приключения Шурика» (поездка в трамвае).